# Kawanishi Baika
Kawanishi «Baika» (яп. 梅花, «Байка» («Цветок сливы»)) — проект реактивного самолёта для миссий камикадзе завершающего этапа Второй мировой войны. Разрабатывался на основе германской ракеты Фау-1.

## История
Каваниси «Байка» разрабатывалась в авиационном институте Токийского университета под руководством профессора Ичиро Тани на основе чертежей немецкой ракеты Фау-1. Поскольку самолёт предназначался для миссий камикадзе, то он использовал шасси, которое могло сбрасываться после взлета. В качестве двигателя должен был использоваться пульсирующий воздушно-реактивный двигатель Maru Ka-10 с тягой 360 килограммов. Рассматривались три варианта размещения двигателя над фюзеляжем (в двух позициях) или под фюзеляжем. В носу самолёта мало размещалось 250 кг взрывчатки. К моменту окончания войны самолёт так и не вышел из стадии чертежа.

## Тактико-Технические характеристики
- Экипаж: 1 человек
- Длина: 7 м
- Размах крыльев: 6,6м
- Масса снаряженного: 1430 кг
- Двигатели: Maru Ka-10
- Мощность: 360 кг

### Летные характеристики
- Максимальная скорость: 740 км/ч

### Вооружение
- Бомбовое: 250 кг взрывчатки